# Sikorka (film 1944)
Sikorka (ros. Синица) – radziecki czarno-biały krótkometrażowy film animowany z 1944 roku w reżyserii Mstisława Paszczenki i Aleksandra Iwanowa powstały na podstawie baśni Iwana Kryłowa o tej samej nazwie.